# محوطه استقراری ایردیج
محوطه استقراری ایردیج مربوط به دوران‌های تاریخی پس از اسلام است و در شهرستان رودسر، بخش رحیم‌آباد، روستای ریسن واقع شده و این اثر در تاریخ ۲ بهمن ۱۳۸۲ با شمارهٔ ثبت ۱۰۷۱۳ به‌عنوان یکی از آثار ملی ایران به ثبت رسیده‌است.